# Imre Bujdosó
Imre Bujdosó (n. 12 februarie 1959, Berettyóújfalu, Hajdú-Bihar, Ungaria) este un fost scrimer ungur, specializat pe sabie.
A fost laureat cu o medalie de aur pe echipe și o medalie de argint pe echipe la Jocurile Olimpice din 1988 și respectiv la cele din 1992. A fost și campion mondial la individual în 1979, categoria juniori, vicecampion mondial la individual în 1986 și dublu campion mondial pe echipe în 1982 și în 1991. În prezent este antrenor la clubul german Königsbacher SC. El o pregătește, printre altele, pe fiica sa, Alexandra, care a reprezentat Germania la Jocurile Olimpice din 2008 și la cele din 2012.

## Legături externe
- de  Imre Bujdosó la Federația Germană de Scrimă
- en Imre Bujdosó la Olympedia.org